# 228110 Eudorus
228110 Eudorus este o planetă minoră (asteroid) din Asteroid troian al lui Jupiter. A fost descoperită pe 7 octombrie 2008 la Calvin University⁠(d) de Lawrence Molnar⁠(d). 
Obiectul prezintă o orbită caracterizată de o semiaxă mare de 5,3320239846897 UAi, o excentricitate de 0,033, o înclinație de 1,5 ° în raport cu ecliptica.